# Борчин, Валерий Викторович
Вале́рий Ви́кторович Бо́рчин (11 сентября 1986, Поводимово, Дубёнский район, Мордовская АССР) — российский легкоатлет, представитель мордовской школы спортивной ходьбы.  По национальности эрзя. Трёхкратный чемпион России (2006, 2008, 2009). Олимпийский чемпион 2008 года на дистанции 20 км. Заслуженный мастер спорта России.

## Спортивные результаты
| Год  | Турнир                                 | Город                  | Место          | Результат                                                        | Дистанция |
| ---- | -------------------------------------- | ---------------------- | -------------- | ---------------------------------------------------------------- | --------- |
| 2005 | Чемпионат России по спортивной ходьбе  | Адлер, Россия          | 2              | 39:56 Допинг-тест после соревнования дал положительный результат | 10 км     |
| 2006 | Чемпионат России по спортивной ходьбе  | Саранск, Россия        | 1              | 1:21.48                                                          | 20 км     |
| 2006 | 19 Чемпионат Европы по легкой атлетике | Гётеборг, Швеция       | 2              | 1:20.00                                                          | 20 км     |
| 2007 | 6-й молодёжный чемпионат Европы        | Дебрецен, Венгрия      | 1              | 1:20.43                                                          | 20 км     |
| 2007 | XI Чемпионат мира                      | Осака, Япония          | не финишировал | не финишировал                                                   | 20 км     |
| 2008 | Чемпионат России по спортивной ходьбе  | Адлер, Россия          | 1              | 1:17.55                                                          | 20 км     |
| 2008 | XXIX летние Олимпийские игры           | Пекин, Китай           | 1              | 1:19.01                                                          | 20 км     |
| 2009 | Чемпионат России по спортивной ходьбе  | Адлер, Россия          | 1              | 1:17.38                                                          | 20 км     |
| 2009 | XII Чемпионат мира                     | Берлин, Германия       | 1(DQ)          | 1:18.41                                                          | 20 км     |
| 2011 | XIII Чемпионат мира                    | Тэгу, Южная Корея      | 1(DQ)          | 1:19.56                                                          | 20 км     |
| 2011 | IAAF Race Walking Challenge            | Ла-Корунья, Испания    | 1(DQ)          | 38:42                                                            | 10 км     |
| 2012 | XXX летние Олимпийские игры            | Лондон, Великобритания | не финишировал | не финишировал                                                   | 20 км     |

## Потеря сознания
4 августа 2012 года Валерий Борчин, который примерно за километр до финиша на дистанции 20 км частично потерял сознание, упал на заграждения и не смог завершить соревнования.

## Допинг
В марте 2005 года Борчин был пойман на приёме эфедрина, и вскоре получил дисквалификацию на один год. Накануне Пекинской олимпиады тренер Борчина Виктор Чёгин заявил, что допинг-проба его подопечного в апреле 2008 года дала положительный результат на эритропоэтин. Тем не менее история не получила продолжения.
В декабре 2012 года Международная ассоциация легкоатлетических федераций (ИААФ) уведомила Всероссийскую федерацию лёгкой атлетики (ВФЛА) о неблагоприятных гематологических профилях пяти ведущих ходоков России, в число которых входил Валерий Борчин. Спустя два года, 20 января 2015 года, Российское антидопинговое агентство (РУСАДА) объявило о дисквалификации Валерия Борчина сроком на восемь лет, начиная с 15 октября 2012 года, и об аннулировании его результатов, показанных за три периода: 14 июля — 15 сентября 2009 года, 16 июня — 27 сентября 2011 года и 11 апреля — 3 сентября 2012 года. Нарушение антидопинговых правил было установлено на основании аномальных показателей гематологического профиля в рамках программы биологического паспорта ИААФ.
24 марта 2016 года Спортивный арбитражный суд в Лозанне принял решение аннулировать все результаты Борчина с 14 августа 2009 года по 15 октября 2012 года.

## Награды и звания

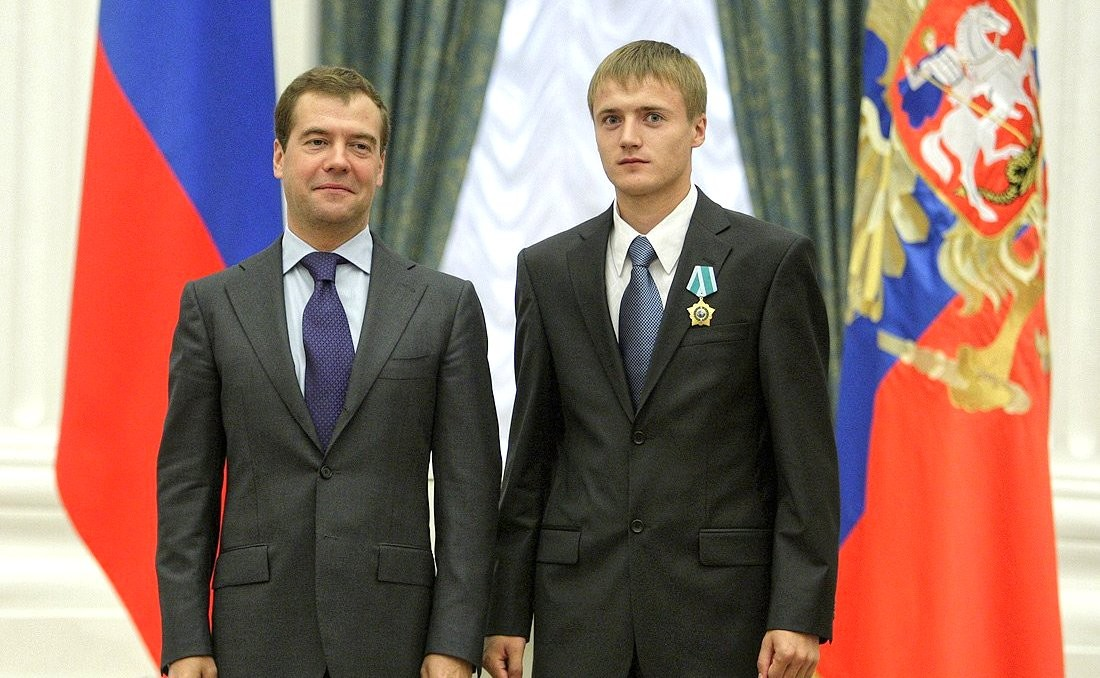
Валерий Борчин на вручении государственных наград призёрам Олимпийских игр в Большом Кремлёвском Дворце

- Орден Дружбы — За большой вклад в развитие физической культуры и спорта, высокие спортивные достижения на Играх XXIX Олимпиады 2008 года в Пекине[9]
- Заслуженный мастер спорта России
- Почётная грамота Министерства спорта, туризма и молодёжной политики Российской Федерации — За высокие спортивные достижения в составе сборной команды РФ на XII чемпионате мира по лёгкой атлетике [10]

## Завершение активной спортивной карьеры
8 ноября 2013 года главный тренер сборной России по лёгкой атлетике Валентин Маслаков заявил о том, что Валерий Борчин завершил свою спортивную карьеру.